# Dawn (drag queen)
Dawn es el nombre artístico de Gaven Kerr (nacida en 1998), una artista drag que compitió en la temporada 16 de RuPaul's Drag Race.

## Carrera
Dawn es una drag que se ha descrito a sí misma como una "etérea diosa elfa de Brooklyn".  Compitió en la temporada 16 de RuPaul's Drag Race. En el primer episodio ("Rate-A-Queen"), realizó un lip sync con una canción original. Los jueces apreciaron la "rareza" de Dawn y la compararon con Lucille Ball. Tomás Mier, de Rolling Stone, la calificó de "fuera de campo en todos los sentidos correctos" y dijo que presentó algunos de los mejores looks del estreno. Dawn fue eliminada en el duodécimo episodio, "Bathroom Hunties", quedando sexta en la clasificación general.

## Vida personal
Dawn nació y creció en Raleigh, Carolina del Norte, pero reside en Brooklyn. Ha dicho que Sasha Velour es una inspiración y su ganadora favorita de Drag Race. Dawn también se inspira en la diseñadora de moda Betsey Johnson. Dawn es fan de Taylor Swift, y "Toxic" de Britney Spears está entre sus canciones favoritas para interpretar.
Se graduó en ingeniería en la Universidad Estatal de Carolina del Norte en 2020.

## Filmografía
- RuPaul's Drag Race (temporada 16)
- RuPaul's Drag Race: Untucked (2024)
- Bring Back My Girls